# Wilhelm Jungmann & Neffe

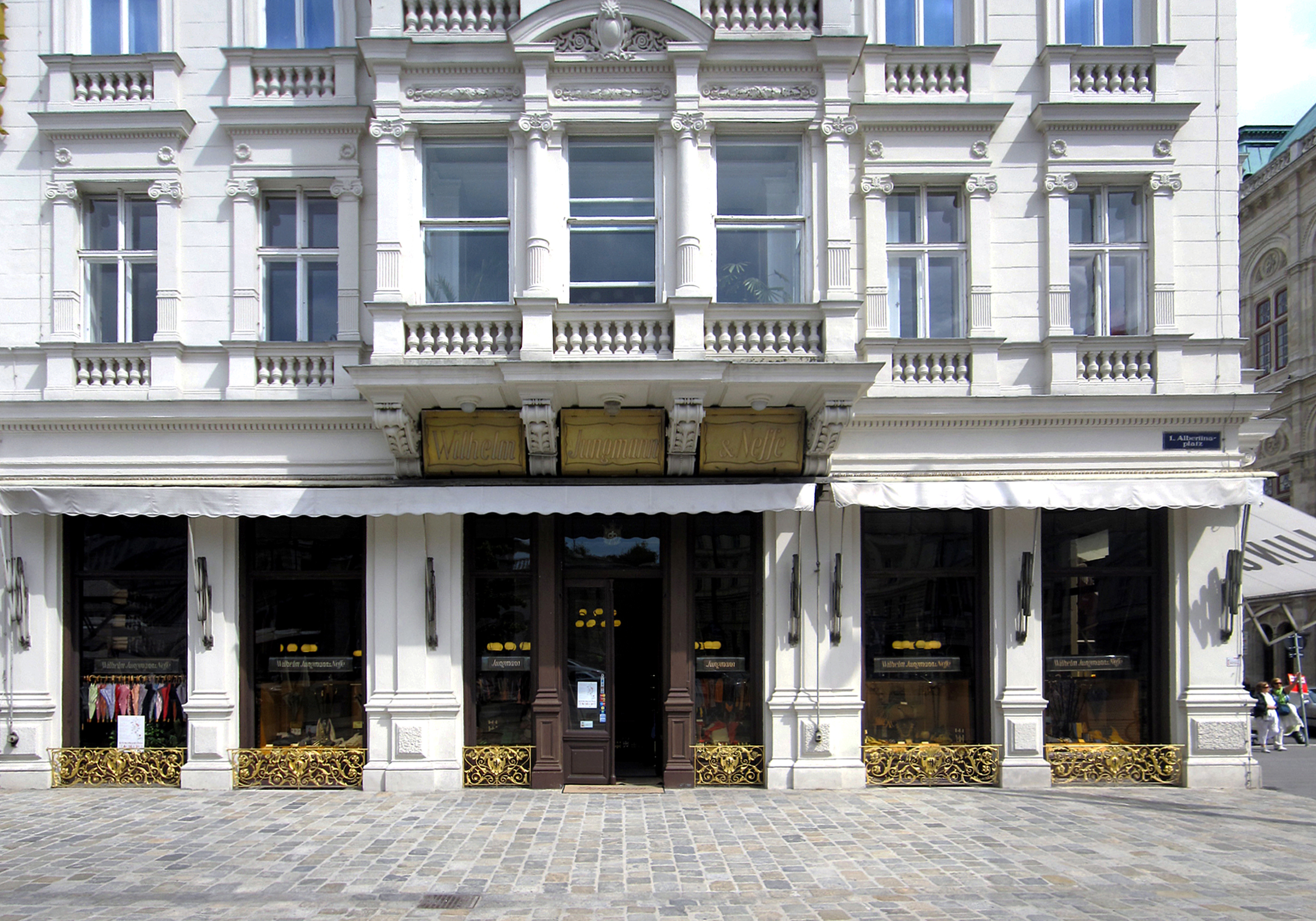
Das Geschäft Wilhelm Jungmann & Neffe beim Hotel Sacher in Wien

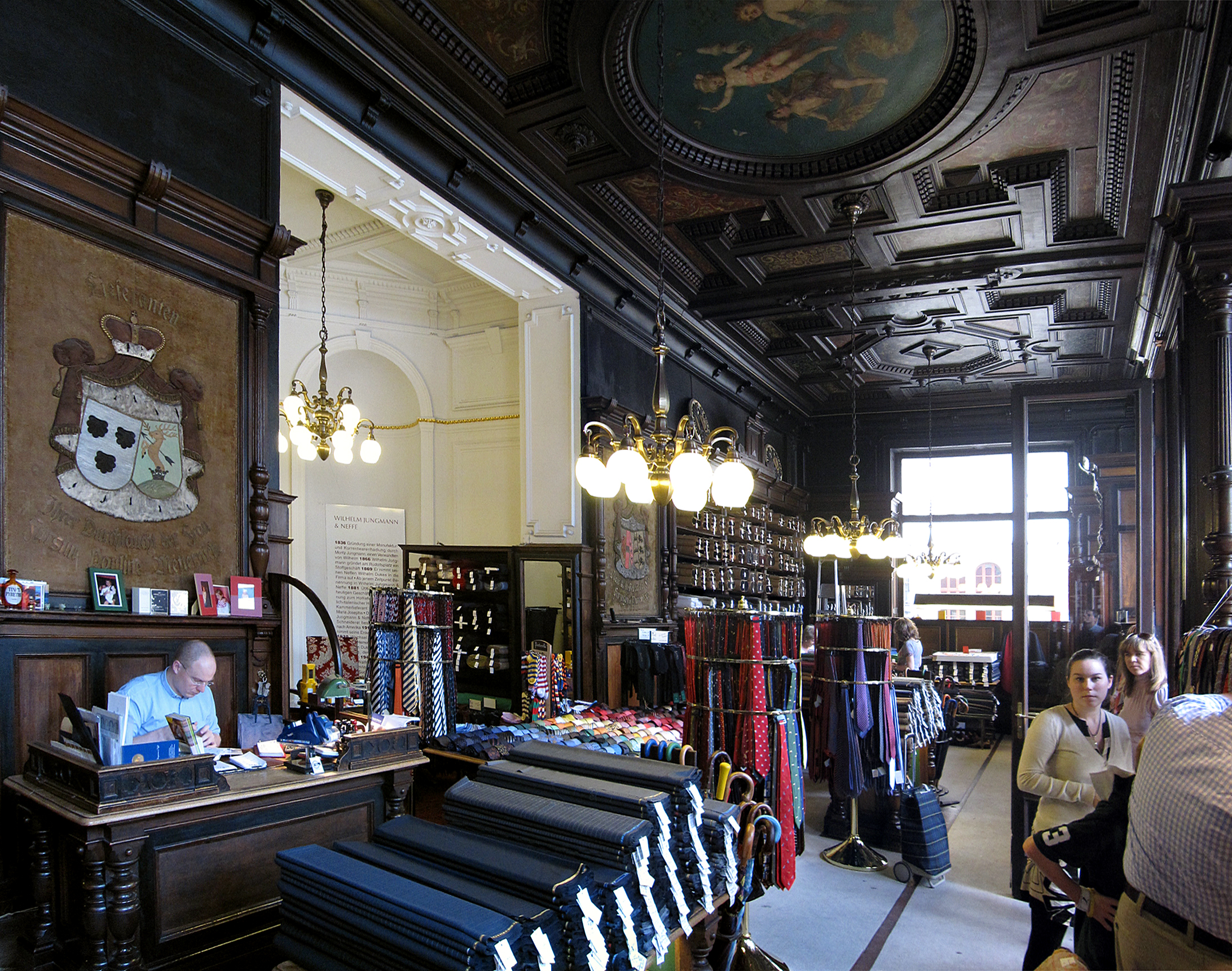
Innenansicht des Geschäfts

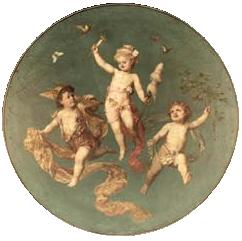
Deckengemälde von Franz Lefler

Wilhelm Jungmann & Neffe ist ein Kleidermacher und Manufakturwarenhändler im 1. Wiener Gemeindebezirk Innere Stadt, Albertinaplatz 3. Das Unternehmen wurde 1866 gegründet und war k.u.k. Hof- und Kammerlieferant. 

## Geschichte
1836 gründete ein Moriz Jungmann am Rudolfsplatz 1 eine Manufaktur- und Kurrentwarenhandlung. Er übersiedelte später in die Salvatorgasse. Die Verwandtschaft zu Wilhelm Jungmann (1838–1914), der an der gleichen Adresse wohnte, ist nicht klar erwiesen, wahrscheinlich war Moriz der Vater oder Onkel.
Wilhelm Jungmann stammte aus St. Georgen in der heutigen Slowakei. 1866 eröffnete er das Stoffgeschäft am Rudolfsplatz 1, später zog er in die Salvatorgasse 3–5 um. Der Erfolg kam bald, Jungmann war bekannt für die hohe Qualität der Stoffe, die er meist aus Böhmen und Österreich bezog. Es wurden nicht nur Stoffe angeboten, sondern im Obergeschoß befand sich auch eine Schneiderei. 
Da Wilhelm Jungmann keine Kinder hatte, nahm er den Sohn seiner Schwester Fanny, den ebenfalls in Komorn in der Slowakei geborenen Wilhelm Dukes (1849–1938), ins Unternehmen auf. Ab dem Zeitpunkt hieß das Unternehmen „Wilhelm Jungmann & Neffe“. 1881 zog Jungmann in die, nach Plänen des Architekten Otto Hieser, neu errichteten Geschäfte beim Hotel Sacher. Das Deckengemälde der Allegorie auf den Textilhandel stammt von Franz Lefler. 
1881 erfolgte die Ernennung zum k.u.k Hoflieferanten und zum italienischen Hoflieferanten, ein Privileg, das Jungmann bis zum Ende der italienischen Monarchie 1945 innehatte. Betuchte Kunden von Adel und dem Hof waren die Stammkunden. In den Auftragsbüchern ist auch Gräfin Sophie Chotek von Chotkowa zu finden, Baroness Mary Vetsera, Kaiserin Auguste Victoria sowie Kaiserin Elisabeth, Königin Maria Pia von Portugal, unzählige Comtessen Kinsky, Fürstenberg und Czernin, darüber hinaus zahlreiche Damen aus großbürgerlichen Häusern, so etwa die Baronessen Rothschild, Lieben, Todesco und Ephrussi. Jungmann wurde später 1906 Kammerlieferant der Erzherzogin Maria Josepha, der Mutter von Kaiser Karl I., sowie Lieferant der Fürstin Pauline von Metternich und der Herzogin von Württemberg.
Nach dem Tod von Wilhelm Jungmann wurde Wilhelm Dukes Alleininhaber. Das Unternehmen konnte seine Kreationen sogar in den USA vorstellen. Mit dem Ersten Weltkrieg und dem Zusammenbruch der Monarchie 1918 hatte das Unternehmen zu kämpfen. 1919 nahm Wilhelm Dukes seine zwei Enkel Paul und Leo auf. Wilhelm Dukes blieb bis zu seinem Tod 1938 im Geschäft tätig. Paul Dukes übernahm den Laden 1940, musste ihn aber mangelnder Erben wegen unter gerichtliche Verwaltung stellen.
1942 wurde Jungmann von Walter Suchy erworben, der in der Textilbranche tätig war. Er entstammte der Familie, die das Unternehmen „Carl Suchy & Söhne“ (gegründet 1760) betrieben und ebenfalls Hoflieferanten waren. Den Zweiten Weltkrieg überlebte das Unternehmen, weil es seine Bestände vor Plünderungen retten konnte. Walter Suchy starb 1957, danach übernahm es seine Tochter Margarete Suchy und 1977 ihre Tochter Magda Neunteufel. 
Bestand das Angebot bis in die 1930er Jahre aus Damenstoffen und Accessoires, wurde jetzt fast komplett auf Herrenmode gewechselt. Das Geschäft in Wien hat ungefähr 1500 wertvolle Herren-Tuchstoffe im Sortiment.
Der Geschäftsführer Georg Gaugusch hat nach dem Jahr 2000 aus den Auftragsbüchern der k.u.k.-Zeit die Klientel erschlossen.

## Geschäft
Das Geschäft gegenüber der Wiener Albertina ist historisch und denkmalgeschützt und besitzt nicht einmal eine Zentralheizung, um die wertvolle Holzvertäfelung nicht zu beschädigen. Der Plafond wirkt auf den Betrachter, wie aus dunklem Holz geschnitzt; tatsächlich handelt es sich um eine Stuckdecke mit brauner Färbung. Im Plafond ist ein Fresko von Franz Lefler, das eine Allegorie auf die Seidenherstellung zeigt. Ein Engel hält einen Maulbeerbaumzweig, ein zweiter trägt eine Spindel, ein dritter hält den fertigen Stoff in Händen. Um die drei Engel flattern drei Seidenspinnerschmetterlinge.